# Ширак (аеропорт)
Міжнародний аеропорт «Ширак» (вірм. Շիրակ Միջազգային Օդանավակայան) (IATA: LWN, ICAO: UDSG) — аеропорт, що розташований у марзі (області) Ширак, Вірменія. «Ширак» обслуговує друге за розміром місто у Вірменії, та північну Вірменію. Аеропорт розташований за 5 км від Гюмрі. Розташовано приблизно в 5 км від центру міста Гюмрі. Аеропорт був побудований в 1961 році, та є другим за величиною аеропортом в республіці, після єреванського аеропорту «Звартноц».. Архітектори аеропорту Христафорян Л. Ш.,Асратян Р. Г., Мушегян Г. Н., а конструктори — Тосунян Е. Н.,Татевосян В. Г. Нині з аеропорту здійснюються рейси в Москву, Ростов-на-Дону, Сочі та Краснодар.
На початку 2006 року Вірменія відчула важливість наявності другого міжнародного аеропорту. У разі поганих метеорологічних умов в «Звартноці» з'явилася можливість відправляти літаки на посадку в «Ширак». Було введено в експлуатацію нове обладнання з транспортного контролю, здатне виявляти літаки в радіусі 400 км.
3 серпня 2007 р., Уряд Вірменії анонсував, що воно погодило включення управління другим за величиною аеропортом «Ширак» в 30-и літній концесійній угоді, яку підписала з Вірменією компанія «International Airports CJSC», яка в грудні 2001 року прийняла управління в Міжнародному аеропорту «Звартноц». «Armenia International Airports CJSC» належить «Корпорасьон Америка», аргентинській компанії, яка управляє декількома аеропортами в Південній Америці, власником якого є Едуардо Еурнекян. За інформацією Артема Мовсісяна, голови Головного Управління цивільної авіації Вірменії, «Корпорасьон Америка» зробить зі «Ширака» першокласний аеропорт. Він також повідомив, що компанія має намір інвестувати $ 10 мільйонів в цьому році, щоб розпочати програму модернізації і протягом найближчих років буде інвестовано більше, щоб аеропорт повністю відповідав міжнародним стандартам. Ще одним зобов'язанням є забезпечення безкоштовної посадки і зльоту авіації Військово-повітряних сил Вірменії.
Аеропорт «Ширак» був закритий для оновлення з 20 червня до 20 жовтня 2007 року, протягом цього часу злітно-посадкова смуга була оновлена, було покращено освітлення, а також основний термінал.

## Авіалінії та напрямки, серпень 2019
Міжнародний аеропорт «Ширак» є другим та останнім аеропортом Вірменії, що здійснює регулярні пасажирські авіарейси.
| Авіакомпанія  | Пункт призначення                                      |
| ------------- | ------------------------------------------------------ |
| Pobeda        | Москва-Внуково (завершення 27 жовтня 2019)             |
| Ural Airlines | Сезонний: Краснодар, Ростов-на-Дону, Самара, Волгоград |